# Prostygnus
Prostygnus is een geslacht van hooiwagens uit de familie Prostygnidae.
De wetenschappelijke naam Prostygnus is voor het eerst geldig gepubliceerd door Roewer in 1913. Prostygnus was monotypisch, maar kreeg later een tweede soort.

## Soorten
Prostygnus omvat de volgende 2 soorten:
was monotypisch en omvat slechts de volgende soort:
- [?] Prostygnus calcar (*)
- Prostygnus stellatus
- Prostygnus vestitus

(*) Kury (2003, p.206) "... this species does not have anything to do with the others in the genus and matches the current diagnosis of Manaosbiidae."